# Викканская мораль
Викканская мораль — это мораль, проповедуемая религиозным неоязыческим культом под названием викка. Основана на так называемом Викканском Наставлении, Законе троекратного возвращения и кодексе Ардаинес.

## Общие сведения
Многие виккане стремятся обрести восемь добродетелей, упомянутых в «Завете Богини» Дорин Вальенте. Это радость, почтение, уважение, человечность, сила, красота, мощь и сострадание. В стихотворении Вальенте нравственные качества распределены попарно, как дополняющие друг друга противоположности, отражающие дуализм, присущий викканской философии.
Концепция викканской морали выражена в заключительных словах текста Викканского Наставления: «Если это никому не вредит, делай то, что хочешь». Викканское Наставление отличается от известных нравственных кодексов (христианства или ислама с их пониманием греха) тем, что не содержит прямых запретов и, в большей степени, поощряет свободную волю. Наставление в том, чтобы не причинять никому вреда, также понимается в отношении непричинения вреда самому себе. Существенно, что Викканское Наставление не является законом, которому виккане обязаны следовать, но правилом, которое рекомендуется соблюдать. При этом нарушение этого правила не является чем-то недозволенным, рассматривается как глупость. Однако, людям, которые называют себя «мудрыми», не следует совершать глупости.

## Магия
Для виккан общим является не вера в магию или в благодатную природу, но убеждение в том, что нельзя оказывать влияние на другого человека, если он не выскажет своего согласия, поскольку такое влияние «причиняет вред» и нарушает Наставление. В частности, это относится к заговорам на любовь.
Викканское Наставление отражает общее согласие, что ведьмы в целом не имеют намерения причинять вред. Первое современное упоминание этого морального принципа встречается в произведении Джеральда Гарднера «Значение колдовства» (1956), в котором Джеральд Гарднер сравнивает моральный кодекс ведьм с этикой легендарного короля Посоля, описанного в произведении французского писателя Пьера Луи «Приключения короля Посоля» (1901). Девизом короля Посоля было: «Не причиняя вреда ближнему, соблюдай эти(нормы), как желаешь». Английской поэтессе Дорин Вальенте принадлежит авторство одного из текстов Викканского Наставления и первое упоминание о нём в публичном выступлении (1964). Похожая фраза встречается в религиозном учении телемы, основанного в 1904 году после написания Алистером Кроули «Книги Закона». Одним из девизов телемы является: «Поступай в соответствии с о своей истинной волей — таков весь Закон», которое в форме «fay ce que vouldras» («Делай, что хочешь») высказано в произведении Франсуа Рабле «Гаргантюа и Пантагрюэль» (1534). Однако, в телеме не запрещается причинение вреда и понимание Истинной воли ведет к иной, чем в Викканском Наставлении, трактовке фразы «Делай, что хочешь».

## Трактовка Наставления
Иногда Викканское Наставление трактуют как совет, который не запрещает причинять вред, и полагают, что совет «Не причиняй вред» не означает «Не вреди». Виккане, которые трактуют Наставление, в этом смысле все же избегают причинять вред и даже в таком понимании Наставления рассматривают причинение вреда, как особый случай. К такому прочтению Наставления скорее склонны в традиционной викке, которая уделяет больше внимания Законам, включающим в себя объяснение «Не вреди» (хотя ударение на практику в них больше, чем на этические нормы). На практике такое прочтение Наставления вместе с Законами приводит к тому же самому ограничению в причинении вреда, как в более строгом понимании Наставления.

## Закон Троекратного Возвращения
Многие виккане также руководствуются Законом Троекратного Возвращения, с верой в то, что все, что они делают возвращается усиленное троекратно. Другими словами, за все добрые дела троекратно воздастся, как и за все плохие дела.
Американский автор Герина Данвич отрицает Закон Троекратного Возвращения, поскольку он не согласуется ни с одним законом физики. Она указывает, что история происхождения Закона Троекратного Возвращения связана с писателем XX века Раймондом Баклендом. По мнению Данвич: «Это один из законов психологии. Всё, что мы делаем в физическом, душевном или духовном плане, рано или поздно, повлияет на нас, в позитивном или негативном ключе, на трех уровнях нашего существования».
Вероятный прототип Закона встречается в предписаниях для ритуалов посвящения. Посвящаемая во вторую степень ведьма в конце ритуала наносит плетью посвящающей «её» в три раза больше ударов, чем «она» получила от «неё» в начале. Гарднер в романе «Помощь Высшей магии»(1949), в котором представлено описание элементов викки в форме беллетристики, поясняет этот ритуал: «Существует такая шутка в колдовстве, когда ведьма знает о том, что получит в конце посвящения ударов в три раза больше, она не будет бить много».
Американская Верховная Жрица Филлис Карот утверждает, что Закон Троекратного Возвращения неадекватен современной викканской морали, поскольку он основан на целесообразности (в частных интересах). Напротив, она убеждена: ведьмы не причиняют вред, так как осознают, что всё созданное природой (включая людей), является физическим воплощением божественной сущности, и причинять вред означает оскорбление священного внутри всех вещей.

## Ардаинес
Многие традиционные виккане также следуют или, по крайней мере, признают 161 закона под общим названием Ардаинес (Ardanes). Современная критика Законов сводится к тому, что они представляют устарелое патриархальное мировоззрение и/или были созданы из-за противоречий на викканской почве. Викканские писатели, особенно Дорин Вальенте, также полагают, что эти правила были изобретены Гарднером и написаны архаичным языком после конфликта, произошедшего внутри ковена, чтобы оправдать собственную власть над Верховной Жрицей. Большинство современных викканских традиций рассматривают Законы как исторический артефакт или придерживаются различных их вариаций.